# Mas Can Torrent (Arbúcies)
Can Torrent és una masia situada al peu del Turó de Montfort a 442 metres d'alçada, al terme d'Arbúcies (la Selva). Al voltant de la casa hi ha camps i boscos que actualment es treballen, per això, el Mas de Can Torrent encara manté l'ús agrícola sense ser habitat. Serveix per a guardar les eines i maquinària del camp.

## Arquitectura
Can Torrent és una masia composta per diverses dependències. El cos principal és de dues plantes amb vessant amb caiguda a la façana i cornisa catalana. La façana principal dona en un pati clos, rodejat d'edificacions i un petit mur de pedra, amb una gran entrada d'arc rebaixat. La porta de la façana principal és adovellada amb arc de mig punt i està flanquejada per dos grans contraforts, segurament construïts més tard, ja que un d'ells reposa damunt les dovelles que formen l'arc. Al damunt hi ha una finestra i a la dreta les restes d'un rellotge de sol. Pel que fa a les obertures, són quadrangulars amb llinda monolítica. Cal destacar-ne una, situada al primer pis, a la dreta del rellotge de sol, que mostra una espitllera sota l'ampit, i al damunt de la llinda s'hi inscriu la data de 1707 i una llegenda: “AREVS QUE VINDREV DE FERMANSA NON FASEV”. Les finestres de la planta baixa es troben protegides per una reixa de ferro. Aquest cos principal, s'amplia tan per la dreta com per l'esquerra, com si la façana es prolongués.
Al voltant hi ha altres edificacions d'importants dimensions com és el cas d'un cos allargat de planta rectangular amb una galeria d'arcs de mig punt, al davant de la casa principal, o un altre amb la galeria al primer pis d'arcs apuntats, de construcció modrena. Per la part de darrere hi ha també una pallissa de cairats i bigues de fusta, amb una era al davant de pedra irregular. També podem veure les restes d'un antic safareig amb un sistema de rec que envolta part de la masia.

## Història
En el capbreu dels castelldosrius de 1313 hi apareix un tal Guillem de Torrent. Més endavant el trobem documentat en els Fogatges de la Batllia de n'Orri de 1497 i 1515.
També trobem present a Joan i Bernat Torrent d'Arbúcies en la presa de possessió del vescomtat de Cabrera per l'almirall Federique Henríquez.
Documentat en el Cadastre de 1743, quan Miquel Torrent del mas declara la seva casa i el mas Prat, també en el cadastre de 1800. apareix en el llistat de les cases de pagès del rector de l'any 1826.
En el padró de 1883 hi consta una família de vuit persones i una masoveria habitada per una família de tretze membres. En el padró de 1940 hi consten dues famílies la dels amos amb dues persones i la dels masovers amb cinc.
També es documenta en el mapa del Montseny de Juli Serra de l'any 1890.
I en l'amillarament de 1935 Segimon Torrent Colobran declara les finques dels masos Torrent, Roc, Casanova i Guasch, que limiten a orient amb terres de Casacremat i els masos Morer i Sant Climent, a migdia amb el mateix propietari en terme de Riells i amb Gabriel Vallicrosa, a ponent amb el mateix propietari en el terme de Riells, amb terrenys d'Antònia Grau i el mas Puig, i a nord amb honors del mas Puig, Rafel Recarens, Martí Pla, Francisco Milans, Pere Costa, Engràcia Masferrer i Josep Pasqual.
També en el mateix amillarament Maria Torrent Vila declara la finca de can Torrent que limita a orient amb terres de Martí Roquer, a migdia amb terrenys de Joan Pons, a ponent amb un camí i a nord amb honors de Miquel Pujol.